# 桃瀬ゆり
桃瀬 ゆり（ももせ ゆり、1990年4月10日 - ）は、日本の元AV女優。プライムエージェンシー所属。事務所サイトにはまだ名前が残っているが、2018年引退。現役時代に名前を2度変更している。桃瀬ゆり→彩咲もも香→桃咲ゆり菜。出演作は200本以上。SM、緊縛、レイプ、調教、浣腸、イラマ、拘束等ハードな作品が多いのが特徴。

## 略歴・人物
神奈川県出身。2015年10月にデビューした熟女系のAV女優。
デビュー作のタイトルは「人妻 桃瀬ゆり 37歳」とあるが、当時の実年齢は25歳で12歳も逆サバの未婚。出演作は熟女モノが多かったが、あくまでも設定だった。
アメリカ在住の経験がある帰国子女で特技は英語、趣味は買い物・猫。
両親は旧・統一教会（世界平和統一家庭連合）の合同結婚式で誕生した夫婦。いわゆる宗教２世。渡米したのは小学校2年生の時で約11年間を過ごすが、相当苦労したとのこと。ウツと摂食障害で何度も入院経験あり。
AV出演のきっかけは一人暮らしをするために水商売を始め、それまでの反動か積極的に男性と関係を持つようになり、必要とされたくて貢いで気付いたらいつの間にか出ることになってしまったとのこと。
引退後もオフ会を開催するなど、ファンを大切にする人柄の良さ。
2021年12月11日入籍。リアル人妻になったとTwitterで発表。

## 出演作品

### アダルトDVD
- 従順過ぎるパイパン人妻 桃瀬ゆり 37歳 AVデビュー 美人奥様は“見られる”快感を覚えてしまったヌードモデル。いつでもどこでも発情する変態人妻をやりたい放題!!（10月1日、プレステージ）
- 夫にあててドM顔をカメラに晒した清楚妻（10月2日、NON）
- 現役OLの高収入裏バイト 〜生ハメSEXで狂う清楚OL〜（10月9日、S級素人）他出演:裕木まゆ、早川瑞希、笹本梓
- この奥さんの詳細わかりますか? 04 女子アナ並みの頭脳とルックスを持つ帰国子女の巨乳OL妻と、夫は広告代理店勤務のおっとり美人専業主婦がまさかの発情!なぜ「ひどいことされたけど、また連れてってもらえませんか?」とねだることになったのか?その一部始終。（10月25日、ビッグモーカル）他出演:白井みれい
- 本番禁止の電車痴漢イメクラで吊革に掴まらせたまま何度もイカして、本番交渉して最後は中出しするまで（11月12日、Mr.michiru）他出演:愛原れの、和久井なな、高山えみり
- 性欲の強いママ友から次々絶頂ハメ狂いさせられたマッサージ師（11月15日、LOTUS）他出演:和久井ナナ、七原あかり
- ガチ連続絶頂イキまくり 黒パンスト挑発オナニー（11月15日、プリモ）他出演:仁美まどか、杏咲望、渋谷美希、浅倉愛、安堂怜、菖蒲るい、小峰みこ、和久井ナナ、玉城マイ
- 街行くアカンそうな素人をナンパ! 「そんなアカン娘を逮捕!」手錠かけてHな事しちゃいました? PART6（11月20日、DOC）他出演:松本メイ、雪本香奈、沖田奈々、一条リオン、菜々葉、本庄瞳、天音琴、湯本珠未 ほか
- 娘の家庭教師の腋に発情してしまった俺 2（11月26日、AKNR）他出演:吉浦みさと、木下麻季
- この人妻、丸裸。 本気口説き人妻編 20 ナンパ→連れ込み→SEX盗撮→無断で投稿（12月1日、MAGIC）他出演:神谷詩音
- 溺愛する愛娘がまさかの誘惑!?驚くほど、ギンギンに勃起したチ○ポを妻でもしてくれないプレイで俺を骨抜きにするほどのテクニックで責めたてられた件（12月4日、NON）他出演:杏堂怜、七草ちとせ、霧島さくら、里美まゆ、甘良しずく
- 傲慢・生意気・リア充女を拉致しておしっこ漏らすまで監禁!! プライドをズタズタにしたあとはなんでもいうことをきく性奴隷にして中出し!（12月10日、Mr.michiru）他出演:愛原れの、和久井なな、高山えみり
- シロウトTV×PRESTIGE PREMIUM 21（12月19日、プレステージ）他出演:木嶋美羽、江上しほ、吉見亜樹、穂高結花、早川伊織、鳴月らん ほか

- 素人敏感人妻生中出し ○超敏感M人妻○府中○ゆりさん28歳（1月1日、プラム）
- 完全女体観察4時間スペシャル（1月8日、S級素人）他出演:森はるら、藤城なのは、菜々葉、倉木志乃、北条ルルカ、霧生ゆきな、あまねめぐり、真琴りょう、木南日菜、酒井ももか、ゆり菜すず ほか
- 妊娠してセックスレスになった優しい(義)姉さんに勇気を出してお願いしたら意外にも可愛い弟チ●ポなら…と挿入を許してくれるのか? お腹を気遣い最初は浅くスローピストンしてたのに途中から我を忘れて狂ったように深い激ピストンを求めてくる受精済マ●コに穴兄弟中出し!（1月8日、SCOOP）他出演:初美沙希、川瀬麻衣、菊池ひなの、藤森亜莉奈
- エステにおけるオイル手コキ 3（1月13日、アロマ企画）他出演:広瀬るり子、本真ゆり、葵千恵、南祥子
- 温泉旅行で酔った夫に頼まれて仕方なく舐めだした美人妻のフェラ尻に我慢できず後ろから即ハメ（1月21日、ナチュラルハイ）他出演:安あいり、川瀬麻衣
- 一度仕方なく許してしまった近所のショタ君チ○ポとズルズル性交を重ねる内にスローピストンの焦らされ絶頂にハマってしまい近くに我が子がいるのにガニ股イキして声を押し殺しながら中出しを拒めない巨乳ママ（1月21日、アイエナジー）他出演:初美沙希、七瀬ひとみ、聖菜アリサ ほか
- 生中出し若妻ナンパ! 14（1月22日、S級素人）他出演:森はるら、一条リオン、あんざい沙世、白石みお
- 相席居酒屋でナンパした仲良し2人組をお持ち帰り。コソコソHしていると隣の部屋にいるガードの堅い女友達はヤラせてくれるか 【其の六】（2月1日、変態紳士倶楽部）他出演:一条リオン、葵千恵、松本メイ
- 巨乳水着ギャルばかりを狙う 海の家ナンパエステ 4（2月1日、変態紳士倶楽部）他出演:夏希みなみ、森ななこ、若槻みづな、星空もあ ほか
- 全裸角オナニー 5（2月25日、アロマ企画）他出演:可愛まゆ、川菜美鈴、七海りこ、椿かなめ、月島杏奈、篠宮千明
- 指一本触れずに僕を発射へ追い込むお姉さんのエロい囁きとチラリズム その3（2月25日、アロマ企画）他出演:北条麻妃、芦川芽依、朝比奈麻里、新山沙弥、枢木みかん、滝澤れい
- マッサージで感じちゃった僕。 【番外編】 確信犯!ヌキあり挑発セラピスト（2月25日、アロマ企画）他出演:福池晴子、江上しほ
- 新 歌舞伎町整体治療院 55 SP（3月11日、ゴーゴーズ）他3名出演
- マジックミラー便 全員35歳over! 美しくて清楚な人妻さん初めてのごっくん編 vol.02 旦那の精液も飲んだことのない奥さまたちが人生初の精飲体験♥ 合計10発!! in銀座&白金（3月17日、ディープス）他出演:城崎桐子 ほか
- 昼下がり町内会!若妻たちのちょっと危険でかなりHな王様ゲーム!! 8 母の代理で参加した町内会の集まりでまさかの展開!若い時に王様ゲームをした事が無いという話で盛り上がった奥様方が急に王様ゲームやりたいと言い出し男はボク一人しかいないもんだから当然、いい思いが沢山出来ちゃいました!! 超絶美魔女.ver（4月7日、Hunter）他出演:蓮実クレア、篠田あゆみ、涼川絢音、碧しの、立花彩 ほか
- イケメンの友達がほろ酔い状態の女の子を僕の部屋に連れて来た!女に無縁の僕にはそれだけで大興奮なのに超過激でHな王様ゲームが始まっちゃって… 巨乳若妻編（4月7日、お夜食カンパニー）他出演:五十嵐しのぶ、成宮いろは、横山みれい
- 人妻イカせまくり中出しナンパ 焦らしと寸止めで連続昇天 3（4月15日、LOTUS）他出演:花咲いあん、峰エリ、星川ういか
- 入院中の性処理を母親には頼めないからお見舞いに来た叔母にお願いしたら優しい騎乗位でこっそりぬいてくれた 11 中出しスペシャル（4月21日、ナチュラルハイ）他出演:篠田あゆみ、葵千恵、安あいり
- 亀頭メンテナンス 2（4月25日、アロマ企画）共演:南祥子　他出演:川瀬麻衣、沙原まゆ、なつめ愛莉、みおり舞、新山沙弥
- 若妻だらけの定時制高校! イジメられ高校を退学したボクが夜間定時制高校に入学したら、クラスメイトがボクよりかなり年上の若妻だらけ!しかもみなさん現役高校生のボクが初々しくて可愛いようで前の学校とは一転まさかの人気者に! しかもしかも若妻さんたちは欲求不満のようでボクの事を誘惑してきたりして…（5月19日、Hunter）共演:碧しの、本真ゆり、芦名ユリア、横山みれい、羽田璃子
- 働く制服女素股痴漢（5月19日、アパッチ）他出演:碧しの、蓮実クレア、加藤ツバキ、水希杏
- 引越レディがまるで挑発してるかのように半尻Tバック強調するから僕大興奮!そりゃ後ろからぶち込みますよ!ありがとう!ぼくの引っ越し祝い!（5月26日、SWITCH）共演:羽田璃子、木島亜希 ほか
- 女盛りのママだから息子の同級生の元気チ○ポに辛抱たまらん!「おばさんが大人の仲間入りさせたげる♥」息子の見ていない隙に若い精汁何度も吸い尽くした。（6月9日、SWITCH）他出演:有沢実紗、星野あかり
- マジックナンパ! Vol.36 速攻!!東京路上ナンパ in渋谷（6月10日、MAGIC）他出演:徳井知咲、片瀬れのん、東海林あい、早乙女ゆい
- 大胆パンチラ 番外編 スカートの中に潜り込みたい! 超接近型挑発P 3（6月25日、アロマ企画）他出演:星空もあ、葉山美空、高山えみり、水城りの、川美優香
- スーパーヒロイン危機一髪!! Vol.64 超翼戦隊ウィングフォース 〜ウィングピンク〜（7月8日、GIGA）
- 無理やり犯されたのに何度もイッてしまった人妻は「妊娠しても構わない!」とマ○コの痙攣が治まらず男を押さえ付け連続中出しSEX（7月8日、DOC）他出演:有村まゆか、菊池えりか
- 崩壊・縄奴隷 帰国子女お嬢さま（7月19日、ドグマ）
- どうしようもなくなったボクのゴミ屋敷を清掃しにきたハウスキーパーのお姉さんをボクの精巣でキレイにしてあげましたヾ（@⌒ー⌒@）ノピカピカ Vol.2（7月21日、F&A）他1名出演
- オナフェラ! キミだけに語りかけ! オマ●コぴちゃぴちゃ指入れ自画撮りオナニーの後に愛情たっぷりフェラチオ vol.02（8月1日、ロリオナ）他出演:なつめ愛莉、あおいれな、長谷川夏樹、新川優衣
- 犯されてイキまくる母を見た娘が媚薬発情! 親子同時に責められ絶頂を迎える美人母娘 2（8月12日、DOC）共演:宮崎あや　他出演:二階堂ゆり、宮沢ゆかり
- Nude st. Brave もーれつ仮面 Apprentice 〜初めての戦い〜（8月26日、GIGA）
- 覗き見盗撮 VOL.3 人妻たちのいやらしい秘密の情事 「バレちゃうから… 入れちゃだめ、あ〜」（8月30日（レンタル）/10月28日（セル）、アテナ映像）他出演:とみの伊織、沙原さゆ
- おま●こ取扱説明書（9月1日、BURST）他出演:広瀬うみ、花咲いあん、あおいれな、聖あいら、跡美しゅり、美咲かんな、大見はるか、紺野ひかる、葵千恵、なごみ、宮崎あや、新川優衣、涼川絢音、若槻みづな、長谷川夏樹、希美ゆう、あゆな虹恋、春川せせら、なつめ愛莉
- 完全盗撮 同じアパートに住む美人妻2人と仲良くなって部屋に連れ込んでめちゃくちゃセックスした件。其の伍（9月1日、変態紳士倶楽部）他出演:原千草
- 本気で何度もイキまくる絶頂クンニ（9月2日、OFFIC K'S）他出演:道重恋、新倉このみ、水野朝陽、雨宮あみ、尾崎ののか、麻里梨夏
- 昼下がりの団地に実在する噂の風俗!玄関あけたら人妻たちが即尺してくれるピンクサロン!（9月2日、OFFIC K'S）他出演:道重恋、新倉このみ、島谷梓、水野朝陽、尾崎ののか、西条沙羅
- 串刺しピストン エロ尻ディルドオナニー 10（9月2日、OFFICE K'S）他出演:雨宮あみ、島谷梓、尾崎ののか、道重恋
- 隣人のスキャンダル 〜近所の美人妻とSEXをする方法〜（9月7日、マドンナ）
- 近所のママ友たちのパンチラ&パイチラで僕の思春期チ○コはカッチカチ 2 すぐ射精しそうな敏感チ○コをスローピストンでじっくり味わう6人の人妻たち（9月8日、SWITCH）共演:大槻ひびき、尾上若葉、綾瀬みなみ、小泉まり、あやね遥菜
- 借金夫婦緊縛奴隷 夫の借金のかたに売り飛ばされた人妻を緊縛調教（9月8日、センタービレッジ）
- 拘束くすぐり失禁アクメ 3（9月16日、OFFIC K'S）他出演:新倉このみ、道重恋、雨宮あみ、西条沙羅、尾崎ののか
- JK二人でオマ○コおっぴろげコレクション 2（9月16日、OFFIC K'S）共演:尾崎ののか　他出演:宮崎あや、なつめ愛莉、真名瀬りか、前田のの、一ノ瀬愛子、早乙女める、島谷梓、新倉このみ
- 変態沼 妻の手足を不自由にしてSEXを犯せて下さい（9月19日、ドグマ）
- 姉貴の友達が我が家にやって来てお泊まり会ですってぇ〜?! 2 パンチラ見せつけられると即勃起しちゃう僕の元気チ○ポに「みんなに内緒で」オトナ女のカラダたっぷり教えてくれました（9月22日、SWITCH）共演:あやね遥菜、佐山杏里、大森美玲
- 溺淫の銀幕隷嬢Y 封切られた外性器（10月7日、シネマジック）
- 久し振りに実家に戻ってきた都会暮らしの叔母たちがセクシーすぎてヤバい! 2 胸の谷間やパンチラ程度でいとも簡単に勃起するボクを子供扱いするのかと思いきや、元気すぎる下半身に興味津々の叔母たち! 勃起に気づくと代わる代わるボクのチ○ポを試しハメしてくるんです。正直抜かれまくって金玉が2個じゃ足りないです!（10月9日、Hunter）共演:卯水咲流、高瀬杏、日比乃さとみ、宇野杏奈、佐野あおい
- 寝取られ 拷問快楽屋（10月25日、Baby Entertainment）
- 恥辱強制 無限アクメ 媚薬痙攣治療院（10月25日、Baby Entertainment）他出演:越川アメリ、中里美穂、大橋優子
- 巨大ヒロイン アルティAce 絶体絶命!巨大快楽人間椅子怪獣出現（10月28日、GIGA）
- DID 誘拐・監禁・着衣緊縛・猿轡 拘束され絶望するヒロインたち（11月7日、シネマジック）他出演:木村つな、美月優芽、花咲いあん、鳴海小春、山口明日香、大森玲菜、星空もあ
- ヌルっと入っちゃう確率99.9％ ママが息子を逆レイプ 母親と息子がちんぐり素股で近親相姦（11月10日、ROCKET）他出演:霧生ゆきな、日比乃さとみ
- ヒロイン白目失神地獄 21 女神戦士アイシス&魔法戦士ルミナール（11月11日、GIGA）
- ご近所若妻の無防備マ○コを媚薬バイブでアクメ強姦! 2 膣粘膜に襲い掛かる痙攣級刺激に最初抵抗していた奥さんのほうから勃起チ○ポを求めてくる!（11月11日、SCOOP）他出演:桜庭うれあ、沙原さゆ、道重恋、葵千恵
- スパンキングに興奮するドMインテリ通訳官に生中出し（11月13日、Be Free）
- 媚薬自慰 キメ狂いオーガズム!! VOL.5（11月13日、Baby Entertainment）他出演:近藤郁美、若槻みづな、二宮和香、大橋優子
- バーチャル M男散歩 脇・脚・窒息・唾液・射精管理‥ 上から目線で見下されたい貴方へ（11月19日、シネマジック）他出演:星空もあ、大森玲菜、橋本怜奈、羽月希、伊東紅
- 義母のママ友のパンチラ全開寝姿がエロすぎる! 義理の母がママ友を招いて飲み会を開くことに。時間を忘れて家事や夫への愚痴で終電がなくなるまで盛り上がり、結局帰れずその場で寝るママ友たち。パンチラ胸チラしまくりのその無防備な寝姿にボクの童貞チ○ポは勃起しまくり!もう我慢できない!襲いかかる寸前!しかし、そんなボクに気づいたママ友たちに逆に襲いかかられ何度も何度も中出しさせられまくりで、最後の一滴まで搾り取られました!（11月19日、Hunter）共演:諸星まりる、若槻みづな、江上しほ、坂本すみれ、西条沙羅
- 同窓会で会った初恋の女は人妻になっていた 2 旦那に欲求不満の彼女は僕の勃起しすぎたチ○コを机の下で握りしめて放さない。みんなの目を盗んで店内でヤッちゃった!（11月23日、SWITCH）共演:伊東真緒 ほか
- 宿直女教師痴漢オークション 痴漢オークションにかけられた女・女教師編（11月29日、フェ地下）
- 潜入捜査官 残虐中出しイキ地獄（12月1日、CORE）
- 女子とは全く縁のなかった僕を兄貴の奥さんが家族にバレないように誘惑してくるので未経験チ○ポは爆発寸前です。兄貴が近くにいるのに挿入させてくれるんですかぁ〜?（12月8日、SWITCH）共演:花咲いあん、幸田ユマ
- 闇の女仕置人ナイトドール（12月9日、GIGA）共演:小田エリナ、大見はるか
- ○袋人妻ヘルスの新人研修に密着! 素股講習中にご無沙汰マ○コが擦れすぎて気持ちよくなってしまった奥様たちは入れちゃダメなんですよねといいつつ他人棒の膣内初挿入を拒めない!! 3（12月9日、SCOOP）他出演:とみの伊織、沙原さゆ、浅美結花、二階堂ゆり
- 96h（12月19日、ドグマ）
- マジックミラー号がイク!? 北関東3県対抗県民性調査!! 茨城・水戸の負けず嫌い女子ナンパ編（12月22日、SODクリエイト）共演:青木真奈美　他出演:河北はるな、水谷心音
- スパンデクサー外伝 悪の女戦士ZORA ヒーロー凌辱（12月23日、GIGA）共演:
- 僕の部屋に泊まりにきた叔母さんが寝るときは裸族だったことが判明!かつてのオナペットを前にしてイクべきか迷っていたらむこうから激しく甥っ子チ○ポを求めてきた!（12月23日、SCOOP）他出演:羽田璃子、桜ちなみ、森保さな、裕木綾
- 最強属性 06（12月30日、最強属性）

- 母親のおかげでママ友と毎日エッチなことをしています。 ひきこもり息子の命令に絶対服従する母。 外に出たくないけど人一倍性欲がある息子の命令でAVをレンタルしに行かされたり、挙げ句の果てには手コキやフェラまでしてお世話をする母。息子の要求はどんどん過激になっていき…。遂に母はママ友たちを呼んでティーパーティーを開き、息子に指示された通りに睡眠薬を入れるまでに…。そして眠るママ友。そこに息子が現れて…。（1月7日、Hunter）共演:平清香、湯本珠未　他出演:羽田璃子、成宮いろは、葵千恵 ほか
- 完全拘束・完全支配 強制イラマチオ（1月13日、REAL）
- 口内が女性器のように敏感になる経口媚薬を盛ったら奥さんが猛烈なベロキスを求めてきてそのままナマで即挿入!（1月13日、SCOOP）他出演:花咲いあん ほか
- 女が女に嫉妬するビアン専用新風俗! 挑発!レズ覗き部屋 2（1月13日、SCOOP）共演:花咲いあん　他出演:羽田璃子、日比乃さとみ、大場ゆい、涼川絢音
- 本番行為禁止のピンサロでこっそり挿入!バレそうな時はチ○ポをしゃぶらせPTMの繰り返し（1月19日、MOODYZ）他出演:通野未帆、逢沢るる、吉川あいみ
- 見なきゃよかった… 結婚間近の彼女のバイト仲間との飲み会映像（1月19日、お夜食パンパニー）他出演:玉木くるみ ほか
- せめてゴム付けて…あっ! うわ…これマジで顔バレしちゃうだろ…ってレベルの美人奥さん達が平日の真っ昼間から口説き落とされてAV出演とかどうかしてるぜ。「ガチンコ中出し!顔出し!人妻ナンパ」 in御茶ノ水&秋葉原（1月25日、ビッグモーカル）他4名出演
- ヒロインクンニ地獄 〜妖怪捜査官 明石ミサ/女超人シャラーン〜（1月27日、GIGA）共演:桜庭うれあ、早野いちか
- 温泉宿を一人旅する人妻の飢えた下半身の実情 8名225分（2月3日、グリグリ）他出演:成澤ひなみ、川上ゆう、金崎あい、水城奈緒、安藤なな、中野友美、岬このは
- 拘束固定媚薬バイブ 突然出来た義理の母は父の前では良き妻を演じているけど、父が出張で家を空けた途端に本性を現し、昔の悪友を家に呼んで飲めや歌えやドンちゃん騒ぎ!受験生のボクまでパシリに使われる最悪の状況に我慢も限界!お酒に睡眠薬を入れて眠らせ手足を拘束して媚薬バイブを突き挿しパンツで固定! 目を覚ましたかと思ったら何度もイキまくっちゃって、とんでもない淫乱な本性むき出しでそれはそれは美味しそうにチ○ポにしゃぶりついてきたので思いっきりハメまくって、最後は当然、全員中出ししてヤリました!!（2月7日、アパッチ）他出演:桜ちなみ、加納綾子、霧生ゆきな、西条沙羅、早川瑞希
- 一般人の人妻が、乱交OKの混浴温泉に間違えて入ってきた!待ち伏せ中のワニ達に痴漢され、理性崩壊し…（2月10日、ゲッツ!!）他出演:江上しほ、成澤ひなみ
- 超絶倫童貞少年! お隣の若妻さんver 一度挿入を許したら最後！もうヤメて!と逃げ回るお隣の若妻さんを旦那さんが近くにいるにも関わらず追いかけまわしてハメまくる!お隣の奥さんは妙に色っぽくて超セクシーな格好をしている!その格好を見てモジモジしているボクに気づいて露骨にからかってくるから当然勃起!!我慢できなくなったボクは思わず襲ってしまったけど「フェラしてあげるからそれで許して…」という若妻!当然それでは満足できないボクは一度でいいからヤラせてください!と強くお願いしたら「1回だけなら…」と渋々セックスOK!（2月19日、Hunter）他出演:三島奈津子、日比乃さとみ、加藤ツバキ、加納綾子
- 「私、おばさんって言われて悔しい…!!」　学生時代、自分で言うのもなんですがクラスのアイドルだった私。今でも自分は若くて美人と思いながら家庭教師をしているのですが、一回り以上年下の男子生徒に言われました。『おばさん』!!悔し過ぎる私は生徒を見返すため、次の日から胸元を開け肌の露出度を高めにして誘惑！すると股間を押さえて分かりやすく反応しはじめたので、私も火が付いてしまい…気付けば生徒を押し倒して何度も何度もチ○ポを求めて何度も何度も中出しを求めてしまいました!!（2月19日、Hunter）他出演:吹石れな、横山みれい、笹倉杏 ほか
- 若妻スカート巾着固定電マ痴漢（2月19日、アパッチ）他出演:若槻みづな、篠崎みお、早川瑞希 ほか
- 皆のねとられ投稿話を再現します ウチの妻が息子をイジメる同じクラスの不良君に寝盗られました（2月19日、JET映像）
- 超翼戦隊ウィングフォース 変態マゾ奴隷に堕ちたウィングピンク（2月24日、GIGA）
- 知らなければよかった、夫の連れ子が巨根だったなんて…。（2月25日、溜池ゴロー）
- 監禁 M 奴隷 理不尽な暴力と無慈悲な快楽/底なし沼に堕ちてゆくとある女の悲劇（3月1日、FAプロ）
- 人妻の浮気心（3月1日、人妻援護会/エマニエル）
- 親友の姉さんがディルドーを2本使って変態オナニーをしているのを目撃! 覗かれてるのに気づくとちょい恥ずかしそうに「3Pってどんな感じかなと思って…」とオマ○コから牝の匂いをプンプンさせて誘ってきた!（3月10日、SCOOP）他出演:大場ゆい、涼川絢音、斉藤みゆ
- 突然やってきた営業レディは媚薬を飲むと、黒パンストを擦りつけながら淫らに股間を滴らせ、カニバサミで中出しを求めた! 3（3月10日、V&R PRODUCE）他出演:桜木優希音、神波多一花、篠田ゆう
- 彼氏が入院してHもできず欲求不満な女のミニスカパンチラで隣ベッドの僕は下半身だけ元気なっちゃった。カーテン越しのお尻にチ○ポが触れ興奮が止まらない女は彼氏が寝てる横で僕のチ○ポに乗ってきた（3月18日、SWITCH）他出演:野々宮みさと、川越ゆい、荒木まい
- 寝取られNTR限定 無断でAV発売 大学生バイト君を自宅に連れ込み パート妻 寝取られ盗撮 1（3月25日、お持ちかえり）他出演:日比乃さとみ
- 罠に堕ちた人妻 39 万引きの代償 陵辱変態調教（4月1日、中嶋興業）
- 姉を犯してしまったところを母親に見られ後戻りができず泥沼中出し親子丼 4（4月6日、ナチュラルハイ）共演:篠崎みお　他出演:あおいれな ほか
- 借金返済 W中出し親子丼輪姦 旦那に内緒の借金が返済できない母親が、何も知らない娘を借金のカタに連れてきて親子丼輪姦（4月7日、アパッチ）共演:里美まゆ　他出演:成宮いろは、逢沢るる、加納綾子、七菜原ココ
- 飲み会NTR 非モテの僕たちでも酒さえ強ければ、彼氏がいる可愛い娘でもねとれる事が判明した。（4月13日、HERO）
- 着床効果抜群の超絶媚薬を無断で処方する悪徳薬剤師が妊活中の人妻に強制中出し! 2（4月14日、MAGIC）他出演:早川瀬里奈、花咲いあん
- ガラス一枚隔てて娘が犯され中出しされる姿を見せられながら中出しされる母。（4月19日、アパッチ）共演:小西まりえ　他出演:日比乃さとみ、今井まい、三島奈津子、斉藤みゆ
- ヒプノスタイル3 白目＆寄り目失神SP（4月23日、トラウマアート）共演:沖田里緒
- 私は夜更けまでアナルを犯され続けた（5月1日、MOODYZ）
- Anal Device Bondage V 鉄拘束アナル拷問（5月4日、グローリークエスト）
- 「お母さんだって陸上部だったのよ!」 ムキになって娘のレーシングブルマを穿いたらデカ尻過ぎて脱げない!熟れたデカ尻に欲情した男がブルマズラして即ハメ!ご無沙汰過ぎて膝ガクしながら何度もイキ乱れた!（5月12日、V&R PRODUCE）他出演:春原未来、花咲いあん、神波多一花
- シン・肉便器これくしょん改 ユニットバス監禁美人OL調教日誌 CASE027（5月12日、&RiBbON）
- 【顧客満足100％】究極のサービスがある風俗店を紹介! 究極のサービス『ハメチオ』が売りの二輪車、三輪車は当たり前の中出しソープランド。金玉の中の精子が空っぽになるまで搾り取ってくれる噂通りの神プレイを体感せよ!!（5月13日、EROTICA）他出演:大場ゆい、斉藤みゆ、涼川絢音、葵千恵
- M×Mレズビアン（5月13日、セレブの友）共演:花咲いあん
- 激ピストン騎乗位アナル! 隣の人妻に媚薬チ○ポで素股してもらったら間違って尻穴に入っちゃったけど腰振りを止めてくれず生中出し（5月18日、ナチュラルハイ）他出演:成海夏季、希咲あや
- アダルトショップにわざと間違えて入ってきたお姉さんと狭い店内で二人っきり!お尻を僕の股間に押し当てられ店員や他の客にバレないようにHを求められて充血チ○コ爆発寸前!（5月18日、SWITCH）他出演:伊東真緒、花咲いあん
- 授業をサボる僕がいる男子トイレの個室ドアを猛ノックする美人教師!「やばい!」と息をひそめる僕に聴こえて来たのはいつも気の強い美人教師の「もう無理、漏れちゃう…」という弱弱しい声。しぶしぶドアを開けるも間に合わずお漏らししてしまう先生…。「お願いだから誰にも言わないで…」と懇願するソソる姿に僕の変態心に火が点いた!「じゃあ僕のチ○ポをしゃぶってください、AVみたいに性の授業をお願いします!」と脅したつもりが、今度は先生の変態心に火が点いちゃってフェラチオどころか騎乗位でたっぷり精子を絞り取られちゃいました!!（5月18日、SOSORU×GARCON）他出演:水城えま、高瀬杏
- 図書館 母娘同時素股痴漢（5月19日、アパッチ）共演:宮沢ゆかり　他出演:日比乃さとみ、成宮いろは、咲坂花恋
- 極縄 第三章（5月20日、バミューダ）
- いきすぎた義父と嫁 〜義父のお仕置きに目覚めてしまった…浮気妻〜（5月25日、ながえスタイル）
- おしっこ商事(株) 社内で繰り広げられる大量おしっこ変体陵辱プレイ!（6月1日、グローリークエスト）共演:浜崎真緒、碧しの
- ママ友たちと温泉旅行「子供なんだから一緒に入ればいいでしょ!」混浴したら湯船は大人のボインだらけでチ○コ勃っちゃった!「ママには黙っててあげるから」元気な子供チ○ポに興奮した奥さんたちは寄ってたかってもてあそんでくれました。 2（6月1日、SWITCH）共演:三島奈津子、花咲いあん、水野朝陽、葉月美音
- 実父に緊縛され続け快楽に溺れた奴隷妻（6月8日、センタービレッジ）
- 見たかった所が見える画期的エロプレイ! エアーセックス（6月9日、UMANAMI）他出演:森沢かな、北条麻妃、九条さやか、花咲いあん、神納花、卯水咲流
- 先輩女子社員と出張先でまさかの相部屋! 酔って乱れた胸元に僕のチ○ポは爆発寸前。気付いた先輩は接待飲みで溜まったストレスを僕のチ○ポで解消しようと握りしめてきた（6月15日、SWITCH）他出演:花咲いあん、三島奈津子、葉月美音 ほか
- 拷問っぽいね! 〜変態意識高い系の主婦を夫の前で孕ませ拷問〜（6月19日、ドグマ）
- 肉欲童貞ニートの中出し寝取り! 2 会社を3日で辞めて実家暮らし童貞ニートのボク。ちゃんと仕事をしている兄はキレイな女性と結婚して実家で同居。これまで母親以外の女性と一緒に生活したことのないボクは女性が家にいるだけでもドキドキなのに、胸チラ、パンチラが信じられないほど身近になり常に勃起!ある日、そんな兄嫁と家で2人きりになってしまい、その無防備な姿に今まで我慢していた性欲が爆発!気付いたときには嫌がる兄嫁に襲いかかり、何度も何度も何度も激しく腰を振り、何度も何度も何度も中出し!最初こそ嫌がっていたが何度も何度も何度も中出しされているうちに感じてしまい自ら腰を振り始める兄嫁、兄嫁が動く度に精子が溢れてもう水たまり状態に!（6月19日、Hunter）他出演:三原ほのか、玉木くるみ、春川せせら、日比乃さとみ
- 絶対に声を出してはいけない状況なのに、カチコチにおっ起ったチ●ポを見せつけられ羞恥心を煽られるが、逆に今までにない性癖が覚醒し、声を殺してイキ狂うドエロ妻っ!! 2（6月30日（レンタル）/7月7日（セル）、LEO）他出演:水城奈緒、清城ゆき
- 変態ドMデカ尻秘書の顔面崩壊2穴調教（7月7日、クリスタル映像）
- 真面目な私たち夫婦が妹夫婦と旦那を交換してセックス? 姉妹夫婦スワッピング! 超遊び人の妹夫婦に乗せられて真面目な私の旦那と妹の旦那を交換してエッチしちゃいました! 私より先に結婚した妹は、真面目しか取り柄のない私とは正反対で、かなり遊んでいていわゆるヤリマンだったのですが、結婚して落ち着いたかと思いきや…。たまたま遊びに来た時、旦那への不満を漏らしてしまったら、妹は『夫婦スワッピング』を提案して、口のうまい妹についつい乗せられて断りきれず…。妹は見えないところで旦那を誘惑。私は妹の旦那と隠れてセックス。旦那とは違う激しいピストンといけないことをしている気持ちで頭が真っ白になるくらい感じてしまったのです。しかも、やめてと言っているのに。 おかしくなってしまうくらい感じている顔をわざと私の旦那に見せつけられてそのまま中出しされてしまったのです。（7月7日、Hunter）共演:三島奈津子　他出演:吉川あいみ、鶴田かな、蓮実クレア ほか
- 社交的な母のせいで近所の奥さんたちの溜まり場になっている我が家はうるさくて勉強ができずに困っていたが母が留守の時に前から綺麗だと思っていた奥さんが訪ねてきて二人きり!神キスをたっぷりされながら最高の筆おろしをすることができた!!（7月7日、ヴィーナス）
- 不埒でスケベな不倫熟女ベスト（7月19日、ドグマ）他出演:桃井なつみ、風間ゆみ、艶堂しほり、翔田千里、川上ゆう、牧原れい子、朝倉ことみ、川島めぐみ、町村小夜子、吹石れな、早川なお、新谷彩夏、新尾きり子、佐伯かのん、北谷静香、篠田あゆみ、金子リオ、間宮いずみ、結城みさ、瞳れい、葵紫穂
- 変態公衆便所タンツボ肉便器女（7月20日、グローリークエスト）
- 【悲報】NTR 結婚3年目、同期で部下の男と妻は不倫しています。どうやら最近ごっくんに目覚めたようで…（8月19日、JET映像）
- 投稿実話 妻がまわされた 9 ～ある日、突然拉致されてしまった夫婦～（8月25日、ながえスタイル）
- インテリアナル検面調書 二穴同時刺激でイク変態才女のスケベ直腸ド牝汁大量分泌SP 郡山市在住・地域医療通訳28歳TOE●C900点以上の変態M女（9月7日、山と空/妄想族）
- 自画撮りプライベートオナニー 厳選ドスケベ美女14人!!（9月7日、グローリークエスト）他出演：紺野ひかる、水嶋アリス、坂口れな、月島ななこ、双葉ゆきな、甘良しずく、北川エリカ、美咲かんな、ルロア・クララ、朝倉ことみ、玉木くるみ、中里美穂、推川ゆうり
- ゴルフスナイパー イーグルレディ（9月8日、GIGA）
- 訳あり美人妻が応募した人妻専門ハメ撮り秘密倶楽部で面接官にお試しSEXされちゃいました! Vol.3（9月15日、ファインピクチャーズ）他出演：羽生ありさ
- 電流絶頂拷問研究所 女体発狂痙攣クラゲ メスモル-001:残虐極まる女科学者の淫撃処刑（9月19日、BabyEntertainment）
- 媚薬緊縛レイプ 媚薬でイカされ、縛られて嬲られる人妻たち…（9月22日、ケイ・エム・プロデュース/REAL）他出演：北条麻妃、小谷みのり、篠田あゆみ、三喜本のぞみ
- ノンストップ凌辱 7（9月25日、セレブの友）共演：櫻井菜々子 (主演)
- 変態マゾ女野外調教 悶絶ハードアナルSEX（10月13日、セレブの友）
- 久しぶりに働き出したデカ尻義母はパンツスーツを着用! ピタパン尻から浮き出るパンティーラインに息子は我慢できず即挿入! 旦那では体験したことがない豊満尻波打たせる激ピストンで何度も絶頂!（10月13日、V&R PRODUCE）他出演：倉多まお、花咲いあん、蓮実クレア
- 完全拘束・完全支配 拷問ドラッグ（10月19日、ドグマ）
- ノンストップ凌辱 8（10月25日、セレブの友）共演：円城ひとみ (主演)
- 自画撮りプライベートオナニー 2  厳選ドスケベ美女13人（11月2日、グローリークエスト）他出演：篠岬ことみ、北川りこ、通野未帆、碧しの、新村あかり、天野美優、鶴田かな、浜崎なお、栄川乃亜、夏希みなみ、保坂えり、杏璃さや
- AV女優 裸コレクション 第六弾（11月10日、V&R PRODUCE）他出演：推川ゆうり、麻里梨夏、なつめ愛莉、河北はるな、神波多一花、芦名ユリア、春原未来、宮沢ゆかり、卯水咲流、斉藤みゆ 他
- ノンストップ凌辱 9（11月13日、セレブの友）共演：浜崎真緒 (主演)
- ノンストップ凌辱 10（12月25日、セレブの友）共演：前田可奈子 (主演)

- 強化合宿にやってきたデカ尻陸上部員たち! 過酷な練習で火照るカラダと満たされない性欲で、部員に隠れてコーチのチ○ポを勝手に生挿入! 一度の中出しでは物足りない汗だく敏感ボディのマ○コに何度も中出し!（1月12日、V&R PRODUCE）他出演：桜木優希音、花咲いあん
- 「一度でいいから揉んでみたい!」 黒パンストを履いたデカ尻同僚に僕が睡眠薬を●ませて、夢の豊満ボディを堪能し何度も中出し! 2（1月12日、V&R PRODUCE）他出演：花咲いあん、天野美優、夏希みなみ
- 挑発淫語痴女ザーメン搾り取りSEX（1月13日、セレブの友）他出演：高倉梨奈、青山愛、跡美しゅり、花咲いあん、佳苗るか、川上ゆう、立花さゆり、とみの伊織
- ノンストップ凌辱 11（1月13日、セレブの友）共演：吉岡奈々子 (主演)
- 絶対にバレてはいけない密会ガチ本番4SEX（1月25日、セレブの友）
- 隷獣の虜（2月1日、ATTACKERS）
- Wアナルビッチ 3（2月15日、グローリークエスト）共演：神納花
- 乳房Gスポット開発サロン 人妻スペンス乳腺レズエステ（2月15日、ピーターズ）共演：倉多まお、成宮はるあ、小峰みこ
- 羞恥 発育健康診断 特別編 アナル検診 2018冬（2月22日、サディスティックヴィレッジ）共演：前園ゆり、苑田あゆり
- 媚緊潜入捜査官 05（2月23日、ケイ・エム・プロデュース/REAL）他出演：福咲れん、桜咲姫莉、篠田ゆう
- すりすりスリップ スーパーウルトラデラックス（2月28日、下半身タイガース/フェ地下）他出演：森沢かな、一ノ瀬真紀子、香椎りあ、春原未来、冴島エレナ、南涼、君色花音、花咲いあん
- 日本緊縛師列伝 第一章（3月9日、ケイ・エム・プロデュース/REAL）他出演：北条麻妃、神納花、波多野結衣
- 妻をメチャクチャにして下さい。5 浮気妻の制裁に夫は次から次へと他人を妻に…（3月13日、ながえスタイル）
- ヒプノスタイル3 ～白目＆寄り目失神SP～
- 世界で一番ドM女の変態SEX おしっこゴクゴク! 浣腸ブシャブシャ! ロウソクどろどろ!（4月1日、ROOKIE）共演：杏璃さや
- パンストレッグ フェティッシュレズビアン（4月1日、ゑびすさん/妄想族）共演：希咲あや／他出演：小春、小西まりえ、なつめ愛莉、日比乃さとみ、斉藤みゆ、阿部乃みく
- 水泳部所属の姉の競泳水着姿にフル勃起した弟がコッソリ媚薬を飲ませると超敏感なカラダに! 拒む姉をよそに子宮奥に突き刺さる終わりなき超絶ハードピストンで死ぬほど強制仰け反り絶頂!（4月13日、V&R PRODUCE）他出演：碧しの、花咲いあん
- アメコミヒロイン悪堕ち（4月27日、GIGA）
- タイト! プリーツ! フレア! お姉さんのスカートの中でシコシコ お姉さんのスカート 6（5月30日、下半身タイガース/フェ地下）他出演：卯水咲流、星空もあ、花咲いあん、春原未来、君色花音
- 女体臭マニア 愛撫クンニレズ（6月1日、ゑびすさん/妄想族）共演：希咲あや／他出演：阿部乃みく、斉藤みゆ、桃井桃、徳永れい、玉木くるみ、宮沢ゆかり
- 敏感乳首 舐めて吸って擦って勃起する乳首レズビアン（6月19日、ゑびすさん/妄想族）共演：希咲あや／他出演：宮沢ゆかり、玉木くるみ、神納花、阿部乃みく、羽生ありさ
- 長ベロ濃密絡み合い唾液レズ接吻（7月19日、ゑびすさん/妄想族）共演：希咲あや／他出演：篠崎みお、梁川かりん、斉藤みゆ、宮沢ゆかり、玉木くるみ、羽生ありさ、阿部乃みく、徳永れい、桃井桃
- パンストレッグ フェティッシュレズビアン 2（7月19日、ゑびすさん/妄想族）共演：神納花／他出演：宮沢ゆかり、玉木くるみ、徳永れい、桃井桃、杏璃さや、宮崎あや
- ド変態女優たちの見せつけ自画撮りアナルオナニー（9月6日、グローリークエスト）他出演：羽月希、神納花、鶴田かな、南梨央奈、三原ほのか、月野ゆりあ、北川ゆず
- アナルファック4発しても物足りない変態インテリマゾ妻 神聖アナルマゾ牝 桃瀬ゆり4時間（9月19日、山と空/妄想族）
- 実話再現NTRドラマ 受験で上京してきた叔母さんの家 絶倫甥っ子少年当日ネトラレ（9月19日、熟女はつらいよ/熟女卍）
- Wバーチャルベロチュパ LES KISS（9月19日、ゑびすさん/妄想族）他出演：斉藤みゆ、希咲あや、小春、久我かのん、神納花、桃井桃、徳永れい、阿部乃みく、羽生ありさ、玉木くるみ、宮沢ゆかり
- ど変態なま唾レズ接吻狂（10月13日、U&K）共演：成宮いろは
- タンツボ女 ～生粋ドM女を唾で汚す～（10月20日、レイディックス）
- 美人鼻フック ブサイク改造ビフォーアフター（10月20日、レイディックス）他出演：花咲いあん、瀬戸すみれ、麻生知香、麻乃みゆき
- ザ・和姦 4  犯された男に狂う妻（10月25日、ながえスタイル）
- 顔面激舐め廻し唾液臭責めレズ（11月1日、ゑびすさん/妄想族）共演：希咲あや／他出演：梁川かりん、羽生ありさ、篠崎みお、阿部乃みく
- 女体臭匂い嗅ぎまくり舐めまくりレズ（12月1日、ゑびすさん/妄想族）共演：神納花／他出演：満月ひかり、杠えな、前田あこ、一宮つばさ、香山亜衣、日高結愛

- 女口臭唾液フェチサークル（1月1日、ゑびすさん/妄想族）共演：神納花／他出演：羽生ありさ、阿部乃みく、杏璃さや、宮崎あや、苑田あゆり、篠崎みお
- 史上最狂の雌穴ナインホール（2月1日、えむっ娘ラボ）共演：梨々花、高梨りの ※「AV OPEN 2018」ハード部門 第3位[4]
- パンティー被り変態女オナニー（2月1日、ゑびすさん/妄想族）他出演：斉藤みゆ、桃瀬ゆり、玉木くるみ、桃井桃、宮崎あや、優保なのか、前田あこ
- 元祖 時間よ止まれ! パート3（2月1日、V&R PRODUCE）共演：桜木優希音、水原乃亜、紗々原ゆり、紗凪美羽、緒川琴美、川崎亜里沙、市橋えりな、沖田里緒 ※「AV OPEN 2018」マニア・フェチ部門エントリー作品[5]
- 常識はずれの唾液濃厚べろチュウ（2月19日、ゑびすさん/妄想族）共演：神納花／他出演：宮崎あや、杏璃さや、夢乃美咲、優保なのか、熊野あゆ、藤にいな、玉木くるみ、満月ひかり、杠えな、八ッ橋さい子
- 【超絶ハードコアマニアック】顔面唾液舐め（4月19日、ゑびすさん/妄想族）共演：神納花／他出演：徳永れい、桃井桃、杏璃さや、宮崎あや、苑田あゆり、篠崎みお
- 全身パンストすりすりオナニー（4月19日、ゑびすさん/妄想族）他出演：日比乃さとみ、斉藤みゆ、希咲あや、宮沢ゆかり、熊野あゆ、杏璃さや、徳永れい
- 桃瀬ゆりに憧れてAV女優になった私。彼女の引退レズ作品で往復ビンタから緊縛聖水浴尿させた下品レズ調教の末ももゆりが最後のドM発情し…（5月7日、山と空/妄想族）共演：麻生知香
- 撮影の合間にメイクルームでオナニーをこっそりスマホで自撮りするAV女優達 vol.1（6月6日、グローリークエスト）他出演：かなで自由、阿部栞菜、宇多田あみ、関根奈美、梨々花、有坂つばさ、波多野結衣、倉木しおり、推川ゆうり、松永さな、小野寺梨紗、向井藍、月野ゆりあ、斉藤みゆ
- パンスト女の挑発淫語オナニー（11月1日、ゑびすさん/妄想族）他出演：宮崎あや、杏璃さや、熊野あゆ、前田あこ、一宮つばさ

## 出演

### ウェブテレビ
- プライム学園高等部 球技大会2018秋（2018年12月20日[6]‐、pafan!）‐白組

## 執筆

### コラム
- 花咲いあん＆桃瀬ゆりのWe loveおしべ（2018年1月23日[7] - 2018年4月4日[8]、東スポ裏通り） - 花咲いあんとの対談連載
- 桃瀬ゆりの オトナの淫グリッシュ（2018年10月10日[9] - 2019年1月9日[10]、東スポ裏通り）※連載は三島奈津子に引き継がれた。